# 아슈와메다다타
아슈와메다다타(산스크리트어: अश्वमेधादथ:)는 중기 베다 시대에 쿠루 왕국을 통치했던 왕으로, 자나메자야 왕의 손자이다. 그는 자나메자야를 계승하였다. 그의 손자인 니칵슈 왕은 쿠루족의 분가인 밧사의 설립자이다. :p.117–8